# IC 4719
IC 4719 је спирална галаксија у сазвјежђу Телескоп која се налази на листи објеката дубоког неба у Индекс каталогу.
Деклинација објекта је - 56° 43' 58" а ректасцензија 18h 33m 11,7s. Привидна величина (магнитуда) објекта IC 4719 износи 13,0 а фотографска магнитуда 13,6. IC 4719 је још познат и под ознакама ESO 183-2, IRAS 18289-5646, PGC 62022.